# Doliopteryx omanae
Doliopteryx omanae är en tvåvingeart som beskrevs av Neal L. Evenhuis 2000. Doliopteryx omanae ingår i släktet Doliopteryx och familjen svävflugor.
Artens utbredningsområde är Oman. Inga underarter finns listade i Catalogue of Life.